# Saint-Juéry, Tarn

Saint-Juéry este o comună în departamentul Tarn din sudul Franței. În 2009 avea o populație de 6.882 de locuitori.

## Evoluția populației
| An        | 1975  | 1982  | 1990  | 1999  | 2006  | 2009  |
| --------- | ----- | ----- | ----- | ----- | ----- | ----- |
| Populație | 5.943 | 6.738 | 6.730 | 6.635 | 7.035 | 6.882 |